# 훈령
훈령(訓令, 영어: Royal instructions)은 영국의 군주가 영국의 해외 영토를 담당하는 총독에게 전달하는 공식적인 지시이다. 또한 과거의 훈령은 과거의 해외 영토나 자치령에서 종요한 헌법적인 요소로 지속된다.

## 내용
관례적으로 총독에게 전달하는 훈령은 여러 가지 내용이 있다.
- 총독에게 행정평의회 그리고 의회를[참고 2] 어떻게 구성하는지 그것들의 절차가 어떻게 규제하는지 그리고 어떡해 협력하는지 알린다.
- 총독에게 의회에서 제정된 법안의 틀을 어떻게 마련하는 방법을 알린다.
- 총독에게 어떤 종류의 법안을 재가의 승인을 반드시 하지 말아야 하는지 알린다.
- 총독에게 여러 법안을 우선 순위로 정리할 의무를 알린다.
- 총독에게 특정한 공문서와 공공기록의 사본을 영국 정부에 어떻게 보고하는 기준을 알린다.

## 법적인 지위
훈령은 대영 제국의 법률에서 해외 식민지를 통치하는데 자주 쓰이는 법적 장치였다. 훈령은 식민지를 대표하는 총독에게 국왕이라는 단독법인의 특권을 행사를 할 수 있는 법적 능력을 정하며 그 특권의 행사가 어떤 제약을 받는지 결정한다.
식민지의 총독에게 전달하는 훈령은 식민지 통치를 위한 세 가지 요소 중 하나에 포함된다. 그 밖의 두 개의 요소는 특허증과 추밀원령이다. 그것들은 총독과 총사령관의 지위의 일부가 되고 총독의 행정위원회는 그에게 의무적으로 영국 런던에 있는 추밀원로부터 훈령을 따라야 하도록 지도하였다. 정치역사학 책 군주 정치체제의 아메리카 대륙(Royal Government in America)에 따르면 "영국 정부당국은 훈령을 모든 식민지 정부의 관계자들이 따라야 할 가장 중요한 헌법의 요소로 분명히 간주하였다"라고 설명하였다. 예를 들면 1750년대 후반 버지니아 식민지의 총독은 규제에 위반해서 법률 세 건을 그의 훈령의 일부로 포함하였지만 나중에 영국 런던의 추밀원은 그 법률 세 건을 폐지시키고 총독에게 그의 훈령이 이런 정친적인 우려와 관련하여 "영국 식민지의 헌법과 동시대적으로" 효력이 있으면서 또한 "헌법의 중요한 일부분으로써 그것의 근본적인 원칙을 붕괴 없이 무효화시킬 수 없도록" 형성되었다는 요점을 상기시키고 책망하였다.
1945년 당시 훈령으로 성립한 의회 (영어: legislative council) 8개가 있었지만  그 밖의 의회는 추밀원령, 특허증, 지역의 조례, 그리고 영국 의회에서 성립하였다.

## 캐나다
캐나다가 1867년에 연방으로 결성된 뒤로 캐나다는 "영국의 헌법과 비슷한 원칙으로" 제정된 헌법을 상속받았다. 즉 오늘날 캐나다에 있었던 식민지들이 시행하였던 헌법의 일부 사항들은 1867년 헌법의 효력으로 취소되지 않았으며 계속되는 입법 행위로 아직도 캐나다에서 시행한다. 캐나다 연방이 결성 때부터 지금까지 국제조약을 맺거나 원주민 구역을 제정과 같은 특정한 정치적인 일은 국왕이라는 법인의 특권의 범위 안에서 유지된다. 한편 그 권한의 한계나 쓰임새의 지침은 훈령으로 캐나다 식민지의 총독에게 편성되었던 체계가 대체로 캐나다의 헌법의 일부로 지정되었으며 국왕이라는 법인의 권리와 융합되었다.
훈령의 계속되는 중요성은 캐나다 대법원이 인정한다. 세이트 케터린스 밀링에 관한 캐나다 대법원의 판결은 1763년 선언의 "총독에게 부여하는 훈령에 대한 엄격한 시행과 함께"라는 근거와 더불어 인디언의 권리장전(영어: the Indian Bill of Rights)을 성립하였다. 현재 캐나다 대법원의 판결은 훈령에 대해서 여러 번의 언급을 하였다. 그렇지만 그 판결은 훈령의 법적 지위를 분석하지 않았다.

## 캐나다 연방 결성 이후
처음에 책임정부가 성립한 뒤에도 그 때 당시의 훈령은 근본적으로 변화가 없었다. 1876년에 있었던 캐나다의 첫 연방 법무장관에드워드 블레이크의 자세한 분석이 있었다. 그의 분석은 실질적으로 통치할려는 목적으로 캐나다의 총독을 임명하는 특허증과 총독에게 부여받는 훈령이 그 때 당시 캐나다 내에 구성된 각 자치령의 헌법적인 장치에 따라 바꾸었다고 설명하였다.

## 참고

### 내용주
1. ↑  영어로 된 원어는 항상 복수로 쓰인다.
2. ↑  여기서 의회(영어: legislative council)는 영국식 정치 용어로 양원제의 상원 또는 영국의 식민지와 비유되는 해외 영토의 입법부를 가리킨다. 예를 들면 캐나다의 총독은 전통적으로 하원 안으로 들어가는 일을 금지한다. 그렇지만 반대로 총독과 아주 밀접한 입법의 구성체가 상원이다. 그래서 총독은 상원 안으로 들어갈 수 있다.
3. ↑  포클랜드 제도, 감비아, 홍콩, 케냐, 니아살랜드 (오늘날의 말라위), 세이셸, 해협식민지, 그리고 우간다가 있었다.
4. ↑  영어판: together with the Royal instructions given to the Governors as to its strict enforcement